# Rainer Hoffmann (Politikwissenschaftler)
Rainer Hoffmann (* 23. November 1943 in Breslau, Schlesien) ist ein deutscher Politikwissenschaftler und Hochschullehrer an der Albert-Ludwigs-Universität Freiburg.

## Leben
Hoffmann wurde 1943 in Breslau geboren. Nach dem Krieg zog die Familie nach Hannover, später nach Gengenbach (Baden), wo Hoffmann die Grundschule und die ersten vier Jahre des Progymnasiums besuchte. Im April 1963 legte er am Schillergymnasium in Offenburg das Abitur ab. Ab dem Sommersemester 1963 studierte Hoffmann Geschichte, Wissenschaftliche Politik und Anglistik an der Albert-Ludwigs-Universität Freiburg, an der University of Sussex und an der London School of Oriental and African Studies. 1967/68 bestand er in Freiburg das Staatsexamen; seine Zulassungsarbeit schrieb er über das Selbstverständnis des modernen Indien.
Von 1968 bis 1971 studierte Hoffmann im Zweitstudium Sinologie (Sprache, Geschichte und Kultur Chinas) an der Columbia University in New York; 1971 wechselte er an die Harvard University in Cambridge, Massachusetts, wo er mit den Vorarbeiten für seine Dissertation über die unmittelbare Vorgeschichte der Kulturrevolution in China begann. Im Frühjahr 1972 schloss er seine von Dieter Oberndörfer betreute Dissertation unter dem Titel Entmaoisierung in China in Freiburg ab. 1977 erfolgte ebenfalls in Freiburg die Habilitation mit einer Sozialgeschichte der chinesischen Kulturrevoltion. Anschließend lehrte Hoffmann als Außerplanmäßiger Professor am Seminar für Wissenschaftliche Politik der Universität Freiburg.

## Schriften
- Entmaoisierung in China. Zur Vorgeschichte der Kulturrevolution. Weltforum Verlag, München 1972, ISBN 3-8039-0067-0 (Zugl.: Freiburg, Univ., Diss., 1972).
- Maos Rebellen. Sozialgeschichte der chinesischen Kulturrevoltion. Hoffmann und Campe, Hamburg 1977, ISBN 3-455-09220-9 (Zugl.: Freiburg, Univ., Habil.-Schr., 1977).
- mit Qiu-Hua Hu: China. Seine Geschichte von den Anfängen bis zum Ende der Kaiserzeit. Rombach, Freiburg u. a. 2007, ISBN 3-7930-9499-5.